# 1. Fotbalový Klub Příbram
L'1. Fotbalový Klub Příbram è una società calcistica ceca con sede nella città di Příbram. Milita nella Česka fotbalová liga, una delle due terze divisioni del campionato di calcio ceco.
I suoi colori sociali sono il nero e il verde. Disputa le partite interne allo Stadio Na Litavce.
Il club è il risultato dell'unione di due club calcistici: il Dukla Praga, plurititolata squadra della capitale, semifinalista di Coppa dei Campioni nell'edizione 1966-1967 (da cui trae anche la data di fondazione, la storia e il palmarès), e l'FC Příbram. Queste due società si fusero nel 1996.

## Storia
Le prime vicissitudini calcistiche dell'attuale FK Příbram risalgono al 1919. Nel 1924, l'SK Březové Hory, club considerato il predecessore dell'FK Příbram, inizia l'attività calcistica nei pressi della città di Březové Hory, oggi inglobata in quella di Příbram. Nel 1928 la squadra si accorda con il villaggio di Lazec per disputare lì le partite della squadra calcistica. Il primo match storico del club è datato 30 giugno 1929, contro l'SK Slovan Lochovice, incontro vinto 5-1. Nelle settimane seguenti, il club affronta anche l'Horymír Příbram, precursore dello Spartak Příbram.
Nel 1931 il club vince una coppa cittadina. Durante gli anni trenta la società attraversa un periodo di crisi prima della seconda guerra mondiale e gioca poche partite. Nel 1955, la città di Březové Hory vede la costruzione di un nuovo stadio calcistico, denominato "Banik Mining Pribram". La prima partita contro una squadra non cecoslovacca avviene il 19 luglio 1960 contro i sovietici dell'Arsenal Kiev, match conclusosi sull'1-1. Negli anni sessanta l'ex calciatore cecoslovacco finalista di Italia 1934 Štefan Čambal approda sulla panchina del Baník Příbram. Dal 1965 e per alcune stagioni successive, il Baník Příbram vanta tra i suoi tesserati il talentuoso attaccante Ladislav Přáda. Nella stagione 1967-1968 la città di Přibram vanta cinque squadre. Negli anni seguenti la squadra fa progressi nel proprio campionato grazie agli sforzi dell'allenatore Jiří Pešek. Gioca nella terza serie del calcio cecoslovacco per diversi anni fino al 1974-1975, quando sotto la denominazione Uranové Doly Příbram (dal 1972), vince il campionato di terza serie ed è promosso in seconda divisione. Nel 1980 è costruito un nuovo stadio con una capacità di 3500 posti. Nel 1993 il club prende la denominazione da uno dei suoi sponsor, cambiando nome in Portál Příbram. Nel 1996, con la dissoluzione del Dukla Praha, l'imprenditore ceco Bohumír Ďuričko decise di riportare all'antica grandezza il club: dopo aver acquistato la squadra del Přibram, allora in seconda divisione, fuse le due squadre che assunsero il nome di Dukla Přibram, e che iniziarono lentamente ad emergere verso la metà degli anni novanta.
Nel 2001 il Dukla Praga viene rifondato staccandosi quindi dalla società di Příbram e anche dalla passata Dukla Praha, pur mantenendone stemma e colori.

## Palmarès

### Competizioni nazionali
- Campionato cecoslovacco: 11

1953, 1956, 1957-1958, 1960-1961, 1961-1962, 1962-1963, 1963-1964, 1965-1966, 1976-1977, 1978-1979, 1981-1982
- Coppa di Cecoslovacchia: 8

1961, 1965, 1966, 1969, 1981, 1983, 1985, 1990
- Druhá Liga: 1

1996-1997

### Altri piazzamenti
- Coppa della Repubblica Ceca:

Finalista: 1996-1997
Semifinalista: 1994-1995
- Druhá Liga:

Secondo posto: 2007-2008, 2017-2018
- Česka fotbalová liga:

Secondo posto: 1993-1994
- Coppa Mitropa:

Finalista: 1955

## Organico

### Rosa 2023-2024
Aggiornata al 24 ottobre 2023.
| N. |                      | Ruolo | Calciatore          |
| -- | -------------------- | ----- | ------------------- |
| 1  | Rep. Ceca (bandiera) | P     | Martin Melichar     |
| 3  | Rep. Ceca (bandiera) | D     | Václav Svoboda      |
| 5  | Serbia (bandiera)    | D     | Stefan Vilotić      |
| 6  | Rep. Ceca (bandiera) | C     | Tomáš Pilík         |
| 7  | Rep. Ceca (bandiera) | C     | Filip Zorvan        |
| 8  | Rep. Ceca (bandiera) | A     | Stanislav Vávra     |
| 10 | Rep. Ceca (bandiera) | C     | Josef Hušbauer      |
| 11 | Rep. Ceca (bandiera) | C     | Adam Petrák         |
| 13 | Serbia (bandiera)    | D     | Mihailo Cmiljanovic |
| 14 | Rep. Ceca (bandiera) | P     | Jakub Šiman         |
| 15 | Rep. Ceca (bandiera) | A     | Tomáš Wágner        |
| 16 | Ghana (bandiera)     | C     | Isaac Boakye        |
| 17 | Rep. Ceca (bandiera) | C     | Jan Rezek           |
| 18 | Rep. Ceca (bandiera) | A     | Dušan Pinc          |

| N. |                       | Ruolo | Calciatore       |
| -- | --------------------- | ----- | ---------------- |
| 19 | Rep. Ceca (bandiera)  | C     | Jonáš Vais       |
| 20 | Rep. Ceca (bandiera)  | C     | Jaroslav Tregler |
| 21 | Rep. Ceca (bandiera)  | A     | Pavel Hájek      |
| 22 | Rep. Ceca (bandiera)  | C     | Denis Budínský   |
| 23 | Slovacchia (bandiera) | D     | Peter Kleščík    |
| 25 | Rep. Ceca (bandiera)  | C     | Karel Soldát     |
| 26 | Rep. Ceca (bandiera)  | P     | Ondřej Kočí      |
| 30 | Ghana (bandiera)      | D     | Emmanuel Antwi   |
| 31 | Benin (bandiera)      | C     | Watson Hounkpe   |
| 32 | Rep. Ceca (bandiera)  | D     | Martin Nový      |
| 33 | Camerun (bandiera)    | D     | Olivier Kingue   |
| 40 | Rep. Ceca (bandiera)  | P     | Václav Smrkovský |
| 44 | Messico (bandiera)    | A     | Chris Cortez     |